# Lycodes terraenovae
Lycodes terraenovae es una especie de pez de la familia de los Zoarcidae en el orden de los perciformes.

## Morfología
Los machos pueden llegar a alcanzar los 45,2 cm de longitud total.

## Alimentación
Come esponjas de mar, gusanos, moluscos, picnogónidos, crustáceo ofiuroïdeus.

## Hábitat
Es un pez de mar y de aguas profundas que vive entre 630-2.604 m de profundidad.

## Distribución geográfica
Se encuentra en el Atlántico: el Canadá, Irlanda, Mauritania, Namibia., Sudáfrica y los Estados Unidos.

## Costumbres
Es bentónico.

## Observaciones
Es inofensivo para los humanos.